# Freia Eisner
Freia Eisner (* 6. Juni 1907 in München; † 18. Juli 1989 in Ost-Berlin) war Tochter der Else Belli und die Stieftochter des ersten Ministerpräsidenten des Freistaats Bayern Kurt Eisner.:S. 240 Sie war in der in der Friedens- und Frauenbewegung aktiv.

## Leben
Freia Belli kam als uneheliches Kind der Redakteurin Else Belli 1907 in München zur Welt. Freia stammte aus einer Affäre mit dem Stuttgarter Hemann Otto Bach.:S. 239
Ihr Stiefvater Kurt Eisner (den sie als Vater bezeichnete) und Else Belli lebten, entgegen den Gepflogenheiten der Zeit, unverheiratet zusammen. Erst 1917 heirateten sie nach seiner Scheidung von der ersten Frau, Kurt Eisner erkannte Freia als leibliche Tochter an. Das Ehepaar hatte eine weitere Tochter, Ruth (* 30. Oktober 1909 in Großhadern).
In der Nacht zum 8. November 1918 rief Kurt Eisner in der ersten Sitzung der Arbeiter- und Soldatenräte im Mathäserbräu den „Freistaat Bayern“ (sinngemäß „frei von Monarchie“) aus und erklärte das herrschende Königshaus der Wittelsbacher für abgesetzt. Kurt Eisner wurde vom Münchner Arbeiter- und Soldatenrat zum ersten Ministerpräsidenten der neuen bayerischen Republik gewählt und bildete kurz darauf ein Regierungskabinett aus Mitgliedern der SPD und der USPD. Bei den bayerischen Landtagswahlen am 12. Januar 1919 erhielt die USPD allerdings nur 2,53 Prozent der Stimmen und gerade mal 3 Abgeordnete. Am 21. Februar 1919 verließ Kurt Eisner die Räume des Bayerischen Ministeriums des Äußeren, in denen er letzte Hand an seine Rücktrittsrede gelegt hatte, und wurde von Anton Graf von Arco auf Valley aus unmittelbarer Nähe mit zwei Pistolenschüssen in Rücken und Kopf erschossen. Die Familie floh daraufhin mit den Kindern aus Bayern ins badische Gengenbach, wo ihr Großvater ein Haus besaß. Else Eisner und den zwei Töchtern wurde die übliche Unterstützung für Hinterbliebene von Staatsbediensteten verweigert. In der Wochenzeitschrift Die Weltbühne wurde mehrfach auf ihre Notsituation hingewiesen und zu Spendensammlungen aufgerufen.
Nach dem Abschluss der Volksschule nahm Freia Eisner eine Lehre als Buchbinderin auf und besuchte die Stuttgarter Kunstgewerbeschule. Aufgrund ihrer Homosexualität sowie ihrer Epilepsie, die sie infolge der Ermordung Kurt Eisners entwickelte, wurde sie von ihrer Mutter 1926/27 in die Psychiatrie eingewiesen. Anschließend floh sie vor der drohenden Entmündigung durch ihre Mutter nach Paris. 1931 kehrte sie nach Deutschland zurück und lebte in Berlin im Umfeld der schwedischen Schriftstellerin Karin Boye und ihrer Lebensgefährtin Margot Hanel.
Nach der Machtergreifung der Nationalsozialisten 1933 erfolgte die Emigration Freia Eisners zuerst nach Schweden zu Karin Boye, von dort nach Frankreich. 1935 ging sie nach England, wo sie als Privatlehrerin für Deutsch und Französisch arbeitete und zum katholischen Glauben konvertierte. Ihre Mutter nahm sich am 17. Juni 1940 in Dole im Osten Frankreichs auf der Flucht vor der Wehrmacht das Leben.:S. 318 1948 erfolgte die Rückkehr Freia Eisners nach Deutschland. Nach längerem Streit wurde der Nachlass Kurt Eisners durch Freia Eisner und ihre Schwester Ruth Strahl, geborene Eisner, im Jahre 1959 dem Institut für Marxismus-Leninismus beim ZK der SED übergeben, wo er zunächst von der Bibliothek des Instituts übernommen wurde. 1962 erfolgte die Übernahme durch das Zentrale Parteiarchiv der SED.
Ab 1960 war sie aktiv in der westdeutschen Friedens- und Frauenbewegung, u. a. in der „Deutschen Friedens-Union“ und der „Women for World Disarmament“. 1975 erfolgte die Übersiedlung aus der Bundesrepublik nach Ost-Berlin (Hauptstadt der DDR) und die Anerkennung als Verfolgte des NS-Regimes. Sie lebte in der Straße Frankfurter Tor 6 in Friedrichshain. Hier in Friedrichshain wurde 2023 eine Straße nach ihr benannt.
Am 18. Juli 1989 starb sie in Berlin und wurde auf dem Jüdischen Friedhof Berlin-Weißensee beigesetzt.